# Jiyanpur
Jiyanpur là một thị xã và là một nagar panchayat của quận Azamgarh thuộc bang Uttar Pradesh, Ấn Độ.

## Địa lý
Jiyanpur có vị trí 26°09′B 83°20′Đ / 26,15°B 83,33°Đ Nó có độ cao trung bình là 70 mét (229 feet).

## Nhân khẩu
Theo điều tra dân số năm 2001 của Ấn Độ, Jiyanpur có dân số 10.298 người. Phái nam chiếm 48% tổng số dân và phái nữ chiếm 52%. Jiyanpur có tỷ lệ 56% biết đọc biết viết, thấp hơn tỷ lệ trung bình toàn quốc là 59,5%: tỷ lệ cho phái nam là 61%, và tỷ lệ cho phái nữ là 51%. Tại Jiyanpur, 19% dân số nhỏ hơn 6 tuổi.